# FIELD OF VIEW BEST HITS
『FIELD OF VIEW BEST HITS』（フィールド・オブ・ビュー ベスト・ヒッツ）は、株式会社トレドの企画によりビーイング側が発売したFIELD OF VIEWのベスト・アルバムで、BEST HITSシリーズ第5作（JDCT-005）。このアルバムは通常のCD流通ルートではなく、主に全国の高速道路内売店向けに出荷されている。

## 内容
同価格の前々作ベスト・アルバム『complete of FIELD OF VIEW at the BEING studio』と似通った選曲、曲順となっている。

## 収録曲
1. 君がいたから
  - 作詞:坂井泉水 作曲:織田哲郎 編曲:葉山たけし
  - 1stシングル
2. 突然
  - 作詞:坂井泉水 作曲:織田哲郎 編曲:葉山たけし
  - 2ndシングル
3. Last Good-bye
  - 作詞:坂井泉水 作曲:多々納好夫 編曲:葉山たけし
  - 3rdシングル
4. DAN DAN 心魅かれてく
  - 作詞:坂井泉水 作曲:織田哲郎 編曲:葉山たけし
  - 4thシングル
5. ドキッ
  - 作詞:山本ゆり 作曲:浅岡雄也 編曲:葉山たけし
  - 5thシングル
6. Dreams
  - 作詞:辻尾有佐 作曲:織田哲郎 編曲:徳永暁人
  - 6thシングル
7. この街で君と暮らしたい
  - 作詞・作曲:小松未歩 編曲:葉山たけし
  - 7thシングル
8. 大空へ
  - 作詞・作曲:小松未歩 編曲:寺尾広
  - 『SINGLE COLLECTION+4』収録。
9. 迷わないで
  - 作詞:浅岡雄也 作曲:多々納好夫 編曲:池田大介
  - view時代の2ndシングル。1stアルバム収録。
10. あの時の中で僕らは
  - 作詞・作曲：浅岡雄也 編曲：池田大介

viewの1stシングル。オリジナルバージョンともベストアルバム『SINGLES COLLECTION+4』に収録された新録バージョンとも異なるテイクで収録されている[2]。ベストアルバム『complete of FIELD OF VIEW at the BEING studio』にて初収録。
11. 渇いた叫び
作詞・作曲：小松未歩 編曲：小澤正澄
8thシングル。
12. CRASH
作詞：AZUKI七 作曲：綿貫正顕 編曲：池田大介
11thシングル。
13. 青い傘で
作詞:AZUKI七 作曲:大野愛果 編曲:徳永暁人&FIELD OF VIEW
12thシングル。
14. Holiday
  - 作詞:浅岡雄也 作曲:小田孝 編曲:池田大介&FIELD OF VIEW

15thシングルのカップリング曲。
15. 君を見ていた僕と 僕を見ていた君と
  - 作詞・作曲：浅岡雄也 編曲：池田大介&FIELD OF VIEW

19thシングル「Truth of Love」と同時進行で制作されていた、解散後にベストアルバム「complete of FIELD OF VIEW at the BEING studio」にて発表された曲。
16. Real prayer
  - 作詞：浅岡雄也 作曲：小橋琢人 編曲：池田大介&FIELD OF VIEW

解散前に製作されていた、解散後にベストアルバム『complete of FIELD OF VIEW at the BEING studio』にて発表された曲。